# 大谷站 (滋贺县)
大谷站（日语：／ Ōtani eki */?）位于日本滋賀縣大津市大谷町，是京阪电气铁道京津线的停留場。车站編號是OT34。车内广播现在发音为“おおだに”（在2018年3月17日大津线车内广播更新之前发音为“おおだに”）。
关于几乎位于同一位置的官设铁路东海道本线的大谷站也在这篇报道中叙述。

## 历史
- 1879年（明治12年）8月18日-京都-大谷间开通东海道本线的车站开业。
- 1880年（明治13年）7月15日-大谷-大津（现膳所）开业。
- 1912年（大正元年）8月15日-京津电气轨道三条大桥-札ノ辻（后废止）之间开通，京津电气轨道的车站开业。是东海道本线的车站和换乘站。
- 1921年（大正10年）8月1日-东海道本线马场（现在的膳所）-随着京都之间的路线切换东海道本线的车站废止。
- 1925年（大正14年）2月1日-因公司合并成为京阪电气铁道京津线的车站。
- 1930年（昭和5年）11月9日（参照京阪京津线电车威胁脱轨事件）。
- 1932年（昭和7年）4月7日-伴随着“京津国道（国道1号）”的改良工程大谷站的新建转移。
- 1943年（昭和18年）10月1日-因公司合并成为京阪神急行电铁（现：阪急电铁）的车站。
- 1945年（昭和20年） 5月15日 - 営業休止。
- 6月1日-在旧坂山隧道内建造飞机零部件工厂，为员工运输，恢复营业。
- 1949年(昭和24年)12月1日-通过公司分离，再次成为京阪电气铁道的车站。
- 1996年(平成8年)11月16日-将平台搬迁到靠近琵琶湖Hamaotsu 71米，新建车站大楼。
- 2002年(平成14年)3月1日-在Keishin安装并开始使用“Surutto KANSAI”系统的自动检票机/结算机。
- 2007年(2007年)4月1日-可以使用IC卡“PiTaPa”。

## 车站構造
本站為相对式2面2线站台的地上车站。检票口在去大津方向的站台京都方向，对面去京都方向的站台在站内道口进行联络。本站整天都是无人化的，没有自动售票机。因此上车时要拿到检票口的乘车车站证明书，运费在下车站结算。但是因为设置了自动检票机，所以KANSAI卡可以和其他车站一样使用。自动检票机不是开闭式的，IC卡用读卡器也另外设置。
此站位于40平米的坡度上，是日本普通铁路、轨道上最陡的车站。从1991年到1996年的移设为止是30帕米尔，和明智铁路的野志站并列第2位。根据《轨道建设规程》规定，轨道车站的坡度必须在10帕米尔以下，但本站获得了内务大臣（当时）的特别许可。

### 月台
| 月台       | 路線    | 方向 | 目的地                                 | 备注                                       |
| ---------- | ------- | ---- | -------------------------------------- | ------------------------------------------ |
| 剪票口一侧 | ▲京津線 | 上行 | 琵琶湖濱大津、石山寺、坂本比叡山口方向 | 石山寺、坂本比睿山口方向换乘琵琶湖滨大津站 |
| 對侧       | ▲京津線 | 下行 | 京阪山科、地下鐵東西線三條京阪方向     | 从御陵站直通地铁东西线                     |

※两个站台的有效长度为4个。没有设定乘坐地号码。
没有厕所。

## 利用狀況
1日：356人（2009年11月10日）到1990年代中期为止共有800人左右上下车，之后逐渐减少，2002年挤进500人，在400人左右徘徊。
京阪电气铁道开业一百周年纪念杂志《京阪百年的步》资料篇《车站别上下车乘客的推移》

## 车站周边
地形上是逢坂峠以西的山科盆地的边缘，属于滋贺县。车站旁边有老字号的“鳗鱼名店”和山顶的茶馆，在名神高速蝉丸隧道西侧，从入口到北边的道路沿线有大谷住宅区、大津市营骑马练习场（那块地是旧陆军的“大谷射击场”遗址）。
- 蝉丸神社
- 国道 1 号
- 东海道
- 大谷马场

## 官设铁路大谷站
大谷站是位于新逢坂山隧道开业前的东海道本线（一部分是现在的奈良线）的车站。
京都-大津站（这个大津站位于现在的京阪电气铁道京津线琵琶湖滨大津站附近的位置）之间的铁路全通之前，是京都-大谷间开业时设置的车站。在选定路线时，当时还没有穿过东山和逢坂山的隧道的开凿技术，而且如果直接越过东山的话会产生陡坡（之后在这条路线上开业的京阪京津线产生了与碓冰峠基本相同的66.7帕米尔坡度），所以从京都现在开始的奈良线路线南下到稻荷站后，向东绕过稻荷山的山脚。
车站就在逢坂山隧道的西侧，蝉丸神社附近，相对式站台2面2线，有1条中线。上下线之间的联系是通过跨线桥进行的。
明治初期，在京都-大津（后的琵琶湖浜大津）间铁路开业前一年的1879年（明治12年）8月的京都-大谷间开业时开设，1921年（大正10年）8月废止。车站遗址和逢坂山隧道坑口一起还留有一段时间，从京阪京津线的电车内可以看到，现在已经埋在名神高速公路的填土里了。另外，在太平洋战争中，有一则轶闻是在旧隧道内作为飞机零件工厂使用的。现在剩下的东侧的入口也盖上了盖子，其中京都大学设置了地震仪进行观测。

## 相鄰車站
京阪電氣鐵道
▲京津線
追分（OT 33）－大谷（OT 34）－上榮町（OT 35）

### 曾经存在的路线
鐵道省（官設鐵道）
東海道本線（舊線）
馬場（現·膳所）－大谷－山科

## 外部連結
- 大谷 - 京阪電氣鐵道